# 文华书院
文华书院（英文：Boone Memorial School）由美国圣公会创办于1871年10月20日武昌，初为男童寄宿学校，名叫文惠廉纪念学堂，中文校名为文华书院。1890年增设高中，成为六年制完全中学。1901年翟雅各任院长之后，发展迅速，1903年又增设大学部，1910年设文华公书林（为武汉最早的现代图书馆），逐步发展成文华大学。1924年改名为华中大学，校址在武昌昙华林街111号。
1952年武汉高校院系调整，华中大学撤销，此处成为华中师范学院校园。华中师范学院迁走后，为湖北中医学院校园。

## 校友
- 刘静庵
- 宋教仁
- 黄吉亭
- 胡兰亭
- 余日章
- 裘开明
- 余上沅
- 冯汉骥
- 黄侃
- 周蒼柏
- 楊少荃